# Савельев, Валериан Борисович
Валериан Борисович Савельев (род. 22 октября 1962, Москва) — советский и российский футболист, полузащитник, ныне — тренер.

## Карьера
Воспитанник СДЮШОР «Динамо» (Москва). Выступал на позиции полузащитника за команды: «Динамо» (Вологда) (1981), «Динамо» (Ставрополь) (1982—1984), «Волжанин» (Кинешма) (1986—1987, 1992), «Факел» (Воронеж) (1987—1991). В российское время в 1993—1994 годах играл за клуб высшей лиги «Локомотив» (Нижний Новгород), провёл 32 игры.
Завершив карьеру футболиста, стал тренером. В 1996 году входил в тренерский штаб «Локомотива-НН». Затем в течение двух лет возглавлял команду «Динамо» (Шатура). Некоторое время работал тренером в ФШ «Святогор» им. Юрия Гаврилова. В 2000-е был помощником главного тренера в «Волгаре-Газпроме», «Лукойле» и у дублеров московского «Динамо».
В 2008 году работал тренером в СДЮШОР «Динамо» (Москва). Имеет тренерскую лицензию категории «В».